# Raul Gil
Raul Gil (São Paulo, 27 de enero de 1938), conocido por su nombre artístico Raul Gil, es un empresario, conductor de televisión y administrador de empresas brasileño.

## Carrera
Hijo de inmigrantes españoles, fue un taller de radio y televisión y dice que fue rechazado 17 veces en varios programas de radio y televisión. Pero en uno presentado por Hebe Camargo, patrocinado por la bebida de chocolate Toddy, Calouros Toddy, en 1957, en la TV Paulista, ganó el concurso y comenzó su exitosa carrera, comenzando a actuar en varios lugares: parques espectáculos, circos, fiestas, etc. Comenzó a trabajar con un grupo de artistas, entre ellos: Manuel de Nóbrega, Adoniran Barbosa, María Teresa y otros, que eran prominentes en ese momento. Viajó con la Caravana del Perú, dirigida por Silvio Santos. El 8 de diciembre de 1960, fue invitado por Sônia Ribeiro para cantar en su programa. El día 11 del mismo mes, comenzó como cantante profesional en el programa "Alegria dos Bairros" de Geraldo Blota. En el momento en que comenzó a cantar e influenciado por sus padres, como era la moda, a Raúl le gustaba cantar boleros.
Y entonces se dio cuenta de que también le gustaba el humor, ya que siempre es una persona de buen humor. Y es fácil hacer imitaciones. Imitó convincentemente a los cantantes Gregorio Barrios, Vicente Celestino, Cauby Peixoto y los humoristas Amácio Mazzaropi y Ronald Golias. Y así fue como se convirtió en presentador de programas, agregando estas características. En 1967, José Vasconcellos, quien fue presentador de un programa en TV Excelsior, se rindió y Raúl lo reemplazó justo a tiempo, debutando el programa Raul Gil Room. En 1973 firmó con RecordTV y estrenó el Programa Raul Gil, que luego pasó a Bandeirantes, Tupi, TV Rio y Manchete. Su programa de estilo tradicional estaba en todas las principales cadenas de televisión brasileñas, con la excepción de Rede Globo y RedeTV! En 2010, acordó regresar a SBT, donde trabajó de 1981 a 1984. En diciembre de 2016, anunció que dejaría SBT en 2017, sin embargo, su contrato se renovó en enero de ese año.